# 博爾利教區長館
博爾利教區長館（英語：Borley Rectory；媒體常見全音譯為「波麗萊多里」）是建於1862年、位居英國艾塞克斯郡布倫特里區博爾利村的房屋，被許多靈異專家、愛好者與超自然現象網站封為全球十大鬼屋之首，更譽為是英國最厲鬼屋。起初由名為亨利·道森·埃利斯·布爾（Henry Dawson Ellis Bull）的牧師與他的家人所居住，因之後該住所陸續謠傳發生多次超自然現象而成為聞名的鬼屋。博爾利教區長館在1939年遭受火災焚毀、之後於1944年被拆除。

## 興建
早在博爾利教區長館出現前，該地方便謠傳在1362年期間有對修女與僧侶因有禁忌的戀情被發現；之後僧侶被行刑、修女遭活埋至修道院牆裡的傳說（該傳說後續在1938年被認為是沒有依據的流言）。
而博爾利教區長館的地點位置於建設前便已有教區長館的存在。因前棟的教區長館在1841年被火災燒毀，之後由亨利·道森·埃利斯·布爾牧師打造一棟新的房屋，而為了能容納布爾牧師家中多達14名的孩子、他擴大了博爾利教區長館的面積。
布爾牧師於1892年死去後，由他兒子亨利·佛依斯特·布爾（Henry Foyster Bull）繼任了這棟房子。

## 靈異事件

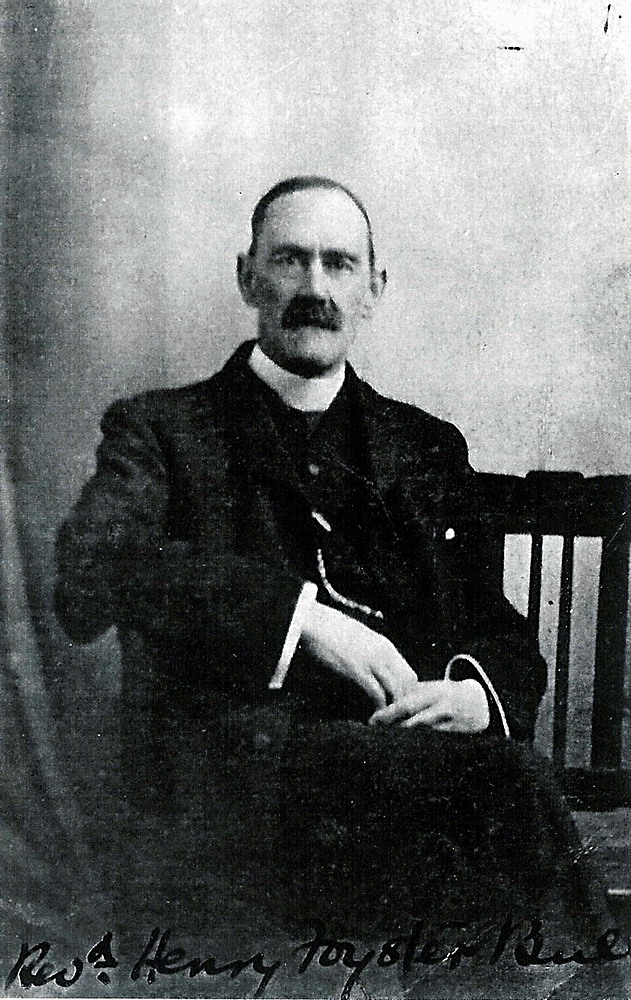
第一任博爾利教區長館屋主亨利·道森·埃利斯·布爾牧師

博爾利教區長館首次的怪事發生在1863年期間，該時的在地人曾在教區長館中聽到不知由誰傳出的腳步聲。多年後於1900年7月28日裡黃昏時刻，布爾牧師家中的四名女兒聲稱在家外約30多公尺的半空中；看見了一名修女模樣的幽靈，而當她們企圖接近看清楚時該幽靈便立刻消失。另外也有當地人目睹到房館附近出現由無頭騎士駕駛的幽靈馬車之事蹟。
在1928年6月9日亨利·佛依斯特·布爾離世後，博爾利教區長館成為了一段期間的空屋。而10月2日由名叫蓋依·艾瑞克·史密斯（Guy Eric Smith）的牧師與他的妻子搬進了這棟房子，而搬入不久後蓋依的妻子在清掃櫃子時；意外找到一份包著女性頭蓋骨的紙包。隨後不久蓋依家人陸續見到各種奇異現象，包括即使被切斷線路仍會自行發出響聲的鈴、在窗口處不時出現的光影以及不明來源的腳步聲，而史密斯的妻子也目睹過幽靈馬車的出現。之後史密斯便將先前看到的事件反應給每日鏡報並希望能獲得有關研究超自然現象的人士關注。而1929年6月10日每日鏡報首次派出了記者報導有關博爾利教區長館的事蹟；並邀請超自然靈異調查研究家哈利·普萊斯於6月12日前往該房館。當普萊斯剛進入教區長館時，立即出現了新的異象，如發生被無人丟擲的石塊與花瓶，並感覺家中擺置的鏡子邊緣有發出靈異的氣息。而在普萊斯離開後這些異象則隨即停止。
隨後不久史密斯在1929年7月14日離開這棟屋子，而往後有一段時間該區一直苦無找不到前來此處服務的神職人員。後續布爾牧師家族的表親萊昂內爾·阿爾杰農·佛依斯特（Lionel Algernon Foyster，1878年─1945年）接任這個位子並與他的妻子瑪莉安·艾密莉·蕾貝卡·蕭（Marianne Emily Rebecca Shaw，1899年─1992年）、養女阿德萊德（ Adelaide）在1930年10月16日前往博爾利教區長館居住，數年後1935年10月佛依斯特牧師以健康為理由離開此棟房子前，把這段時間遇到的怪事寫給先前來到此屋觀察的超心理學研究家哈利·普萊斯。在給普萊斯的訊息中，包括了會自行發聲的鈴鐘、自行被亂扔的石頭與花瓶、突然在牆上出現內容不明的文字、以及他們的女兒在無上鎖的房間裡卻被鎖住的等等各種奇怪事件，而佛依斯特牧師的妻子瑪莉安後續也透露他們夫妻在房間內曾被幽靈騷擾過。{雖然佛依斯特牧師曾嘗試替屋中進行兩次驅魔儀式，但都毫無效果，其中在第一次驅魔過程中，他們的養女阿德萊德突然被一顆像是拳頭大的石頭給打中肩膀。而佛依斯特牧師在1930至1935年居住期間聲稱發生近2000次靈異現象。
在每日鏡報先前報導有關博爾利教區長館的新聞後，一些引起興趣的研究者在進入房內調查過後懷疑事件似乎是佛依斯特夫妻捏造的，而瑪莉安事後覺得有些異象似乎是佛依斯特牧師和一些靈異現象研究者所弄出的，但多數對她來說是確有的奇異超自然事件。另瑪莉安曾以超自然異象為理由；來作為她私下與房客法蘭克·佩爾勒斯（Frank Pearless）發生親密關係的藉口。

## 哈利·普萊斯的調查

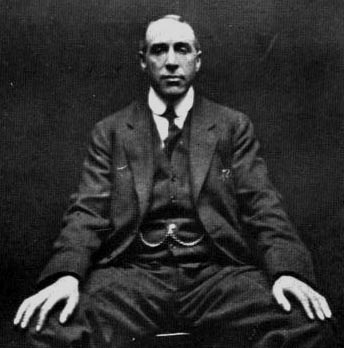
多次調查博爾利教區長館跡象的哈利·普萊斯

佛依斯特牧師離開後博爾利教區長館再次成為一段期間的空屋，之後在1937年5月哈利·普萊斯向安妮女王基金會花費一年期間的租金租下這棟房子。普萊斯並在5月25日泰晤士報上發布廣告徵求願意在週末裡前往博爾利教區長館調查的人，之後找來了48名、多數身份為學生的成員。
接著在1938年3月裡；普萊斯身旁助手S· J·格蘭維爾（S. J. Glanville）的女兒海倫·格蘭維爾（Helen Glanville）在倫敦南部區域斯特里漢姆裡進行一場招喚博爾利教區長館幽靈的降神會，而普萊斯在該降神會的報告上表示當時招來了兩名幽靈。其中一位是名叫瑪莉·菈瑞（Marie Lairre）的修女幽靈，該修女幽靈透露她原先居住於法國、之後前往英國旅行時嫁給了一位出身於沃爾德格雷夫家族（Waldegrave Family）、為博爾利村一處莊園園主的17世紀人士，但她之後在原先建造於此屋子上的前一棟教區長館裡被謀殺，遺體則似乎被丟棄在地窖或廢井中，而她曾試著在博爾利教區長館牆上、對前屋主佛依斯特牧師的妻子瑪莉安顯露一段文字訊息；該訊息內容為「瑪莉安請妳救我出來」。
而第二位是稱為桑涅克斯·阿莫瑞斯（Sunex Amures）的男性幽靈，他表示將在不久後的1938年3月27日裡製造火災把博爾利教區長館給燒掉，以讓藏匿於房子下被謀殺的死者骨骸給揭露出來。

## 房館焚毀
1939年2月27日裡，博爾利教區長館新房主W·H·格雷格森（W. H. Gregso）在走廊上不小心將油燈打翻造成火災。火災撲滅後博爾利教區長館被嚴重損毀，但後續前來調查的保險公司卻認為現場有跡象顯露出這是刻意造成的事故。
而哈利·普萊斯事後用了一些費用請當地人說明火災發生時情況，一位名叫威廉斯（Wiiliams）的女士便表示著；在火災中有看到博爾利教區長館窗口處出現修女幽靈。
1943年8月普萊斯對博爾利教區長館地表下進行挖掘，之後發現了兩個骨骸；其中一個被鑑定為是年輕女子。因當時在博爾利村有地方民意認為那些骨骸應該只是豬的骨頭；而不願意讓舉行儀式安葬，之後骨骸則埋在艾塞克斯郡林斯頓一處教區。
火災後的教區長館仍有人潛入該區探查的消息，像1961年的調查中有傳出在過程裡出現閃光燈設備全部失常的狀況。

## 心靈研究會的評論

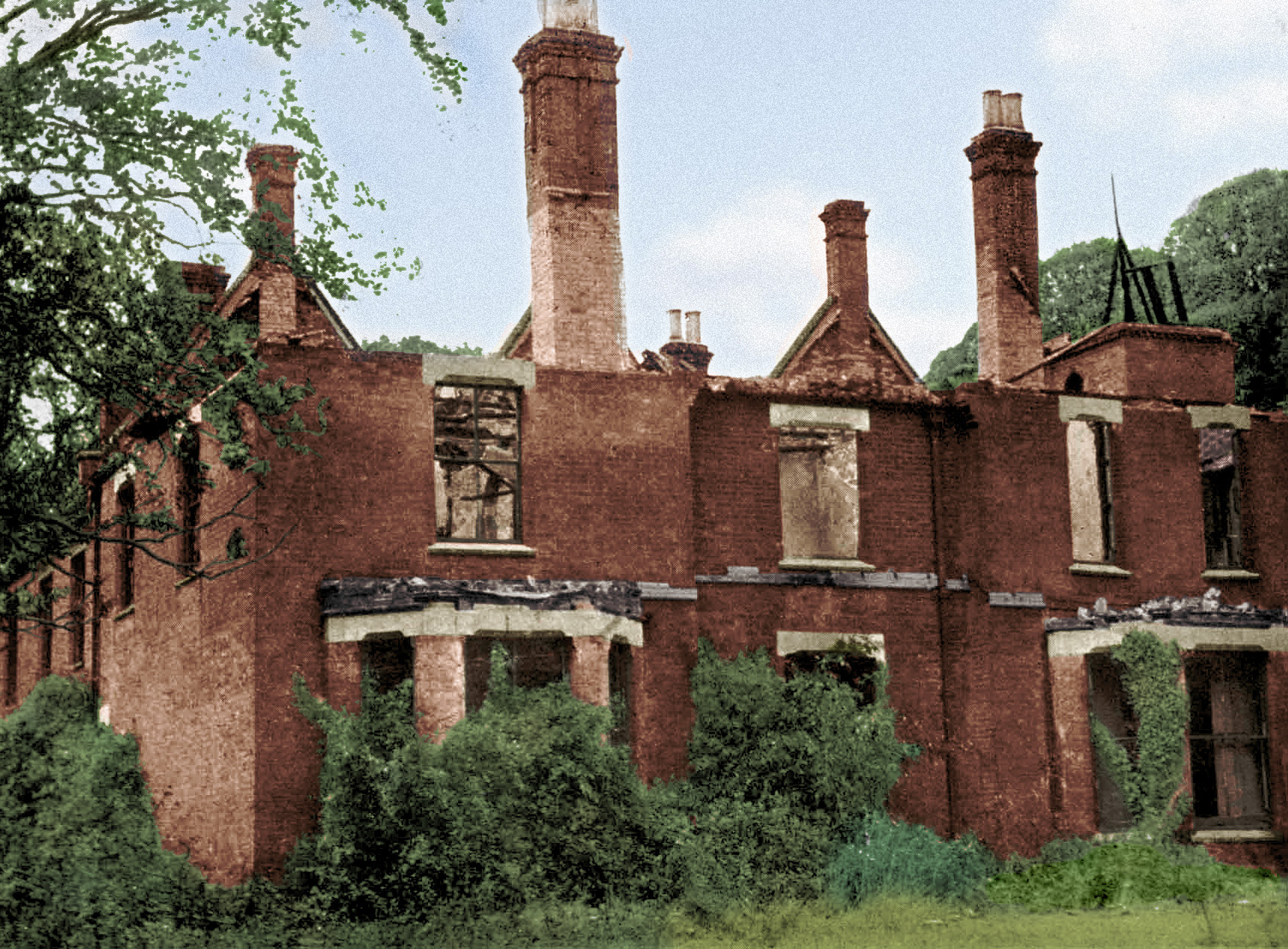
火災後的博爾利教區長館

哈利·普萊斯於1948年離世後，艾瑞克·迪格威爾（Eric Dingwall）、凱瑟琳·M·戈德妮（Kathleen M. Goldney）與托弗·H·霍爾（Trevor H. Hall）三名心靈研究會成員（其中兩名是和普萊斯關係已久的助手）調查了普萊斯生前與博爾利教區長館的相關事蹟後，整理完成在1956年以《鬼屋博爾利教區長館》（The Haunting of Borley Rectory）書名發表；並表示普萊斯有偽造關於博爾利教區長館鬧鬼案例的情況。
在對於偽造案例的報告中，提出不少奇異現象很多是人為或是一時錯覺所造成，包括有些怪聲只是老鼠、或是房子的建構所產生。迪格威爾等人另提出當他們深入研究；對於鬧鬼可能性便越來越少。而另一名神經內科學者特倫斯·海恩斯（Terence Hines）表示在佛依斯特牧師於1930至1935年入住期間，他們夫妻倆有積極製造假冒鬧鬼現象以便於詐欺的行為，而普萊斯個人亦有相同情況。
佛依斯特的妻子瑪莉安之後表示實際上她個人並沒看過幽靈，她以前提過的幽靈叫聲只是由風所引起的，而當她邀請朋友來家時常會與她丈夫惡作劇來讓對方驚嚇。另外亦有實際上在佛依斯特入住前博爾利教區長館前，先前屋主布爾牧師的孩子們表示並未見到異象過的說法。
而也有相信普萊斯成果的心靈研究會成員，如羅伯特·漢斯亭斯（Robert Hastings）便為其中之一。普萊斯遺囑執行者保羅·塔坡利（Paul Tabori）與彼得·安德伍德（Peter Underwood）也都是力抗普萊斯被冠上詐欺行為的擁護者。多年後在1997年心靈研究會成員麥克·克萊曼（Michael Coleman）則發表不論普萊斯擁護者們如何反駁、都無法抵擋有力研究證據的相關報告。

## 其它
英國大眾傳媒公司BBC曾計畫在1956年9月播放有關博爾利教區長館的節目，但擔心會對於前屋主佛依斯特牧師之妻子瑪莉安有法律訴訟的問題而取消。

## 外部連結
- 有關博爾利村一帶的資料 （页面存档备份，存于）
- 研究博爾利教區長館的哈利·普萊斯之官方網站 （页面存档备份，存于）